# Den danske Folkekirkes mellemkirkelige Råd
Den danske Folkekirkes Mellemkirkelige Råd eller bare Folkekirkens Mellemkirkelige Råd er det organ indenfor Folkekirken som varetager kontakten til andre kirkesamfund både i Danmark og i udlandet.
Rådet tager ligeledes stilling til Folkekirkens medlemskab af nationale og internationale organisationer.

## Historie
Rådets historie går tilbage til 1954 for at varetage kontakten til de økumeniske organisationer. Biskopperne havde i 1947 meldt Folkekirken ind i Kirkernes Verdensråd og i 1948 i Det lutherske Verdensforbund. Rådet var en halvofficiel organisation med Københavns biskop som født formand og alle de øvrige biskopper som medlemmer. Derudover var rådet selvsupplerende.
I 1989 vedtog Folketinget en lov (forsøgsordning), som gjorde Rådet officielt. På samme tid blev der oprettet mellemkirkelige stiftsudvalg, som blev valgt demokratisk af menighedsrådsmedlemmer i hvert stift. De mellemkirkelige stiftsudvalg skulle hver udpege ét medlem til det nationale mellemkirkelige råd. Derudover skulle kirkeministeren udpege to biskopper.
Loven fra 1989, som var vedtaget som en forsøgsordning, blev gjort permanent i 1994.
I 2004 vedtog Folketinget en lovændring, som gjorde det muligt for Grønland at deltage i Rådets arbejde.
De nye stiftsråd, som blev etableret i 2009, overtog de hidtidige mellem-kirkelige stiftsudvalgs ansvar for det mellemkirkelige arbejde i stifterne samt for at udpege medlemmer af det nationale mellemkirkelige råd. Stiftsrådene har mulighed for at nedsætte særskilte udvalg til at varetage det mellem-kirkelige arbejde.

## Struktur og arbejdsopgaver
Stiftsrådende i hvert af folkekirkens ti stifter udpeger hvert ét medlem til Folkekirkens mellemkirkelige Råd. Grønland udpeger ligeledes ét medlem. Ud over de 11 valgte medlemmer fra stifterne og Grønland, udpeger kirkeministeren to biskopper til medlemmer af rådet. Den Færøske Folkekirke har haft en observatørpost i Folkekirkens mellemkirkelige Råd, indtil de i 2008 blev en selvstændig kirke. I januar 2023 fik kirken igen observatørstatus i Folkekirkens mellemkirkelige Råd. 
Folkekirkens mellemkirkelige Råds arbejde finansieres primært fra fællesfonden. En mindre del kommer fra bevillinger på finansloven.
Rådet har kontakt til og samarbejde med andre kristne kirkesamfund i Danmark, f.eks. baptister, metodister og katolikker. Dette samarbejde er organiseret i Danske Kirkers Råd. 
Rådet tager sig også af kontakten til kristne kirker i andre lande og deltager i arbejdet i en række internationale organisationer som Folkekirken er medlem af.

Folkekirken er medlem af:
- Danske Kirkers Råd
- Konferencen for Europæiske Kirker
- Leuenberg Kirkefællesskabet
- Kirkernes Verdensråd
- Det lutherske Verdensforbund
- Porvoo-fællesskabet

Folkekirkens mellemkirkelige Råd arbejder derudover med en række projekter og aktiviteter. Blandt andet: 
- Folkekirkens Migrantsamarbejde
  - Folkekirkens Migrantsamarbejde er en arbejdsgren under Folkekirkens mellemkirkelige Råd. Folkekirkens migrantsamarbejde arbejder som et ressourcecenter for det lokale folkekirkelige arbejde blandt nydanskere i Danmark. Målet er at gøre folkekirken mere åben, tilgængelig og repræsentativ for nydanskere.

- Offentlighedsteologi
  - Folkekirkens mellemkirkelige Råd har arbejdet med offentlighedsteologi og kristendommens rolle i samfundet. Sammen med Folkekirkens Uddannelses- og Videnscenter har man udgivet hæftet "Politik kommer ikke af ingenting" og bogen Offentlighedsteologi (Forlaget Eksistensen 2022).
- Trosfrihed - forfulgte kristne
  - Tænketanken for forfulgte kristne blev stiftet i 2019, og Det Mellemkirkelige Råd deltager i tænketankens arbejde som ressourcecenter.

Folkekirkens mellemkirkelige Råd udgiver forskellige foldere og publikationer, der kan bestilles ved henvendelse. Salmer og liturgier på andre sprog kan også findes på hjemmesiden.

## Eksterne referencer
- Folkekirkens mellemkirkelige Råds hjemmeside Arkiveret 1. november 2020 hos  Wayback Machine
- salmer og liturgier på andre sprog Arkiveret 9. juni 2020 hos  Wayback Machine
- offentlighedsteologi.dk Arkiveret 2. november 2022 hos  Wayback Machine
- Tænketanken for forfulgte kristne